# Estonie aux Jeux olympiques d'été de 2012
L'Estonie participe aux Jeux olympiques d'été de 2012 à Londres au Royaume-Uni du 27 juillet au 12 août de cette même année, pour la 11e fois à des Jeux d'étés.

## Cérémonies d'ouverture et de clôture
L'Estonie est la 64e délégation, entre l'Érythrée et l'Éthiopie, dans l'ordre alphabétique francophone comme anglophone des noms d'États, à entrer dans le Stade olympique de Londres au cours du défilé des nations durant la cérémonie d'ouverture. Le porte-drapeau de la délégation est l'athlète Aleksander Tammert.
Les délégations défilent mélangées lors de la cérémonie de clôture, faisant suite au passage de l'ensemble des porte-drapeaux des nations participantes. Le drapeau estonien est porté cette fois par le lutteur Heiki Nabi.

## Liste des médaillés estoniens
| Sport                   | Discipline       | Sportif(s)  | Performance |
| Médailles d'argent : 1  |                  |             |             |
| Lutte                   | Moins de 120 kg  | Heiki Nabi  |             |
| Médailles de bronze : 1 |                  |             |             |
| Athlétisme              | Lancer du disque | Gerd Kanter | 68,03 m     |

## Athlétisme
Les athlètes estoniens ont jusqu'ici atteint les minima de qualification dans les épreuves d'athlétisme suivantes (pour chaque épreuve un pays peut engager trois athlètes, à condition qu'ils aient réussi chacun les minima A de qualification ; un seul athlète par nation est inscrit sur la liste de départ si seuls les minima B sont réussis), :

### Hommes
Courses
| Athlète     | Épreuve     | Séries      | Séries | Demi-finale | Demi-finale | Finale      | Finale |
| Athlète     | Épreuve     | Performance | Rang   | Performance | Rang        | Performance | Rang   |
| ----------- | ----------- | ----------- | ------ | ----------- | ----------- | ----------- | ------ |
| Marek Niit  | 200 m       | 20 s 82     | 6e     | -           | -           | -           | -      |
| Marek Niit  | 100 m       | 10 s 40     | 7e     | -           | -           | -           | -      |
| Rasmus Mägi | 400 m haies | 50 s 05     | 5e     | -           | -           | -           | -      |

Concours
| Athlète            | Épreuve           | Qualifications | Qualifications | Finale      | Finale |
| Athlète            | Épreuve           | Performance    | Rang           | Performance | Rang   |
| ------------------ | ----------------- | -------------- | -------------- | ----------- | ------ |
| Märt Israel        | Lancer du disque  | 60,20 m        | 25e            | -           | -      |
| Gerd Kanter        | Lancer du disque  | 66,39 m        | 1er            | 68,03 m     | 3e     |
| Aleksander Tammert | Lancer du disque  | 60,34 m        | 27e            | -           | -      |
| Risto Mätas        | Lancer du javelot | 78,56 m        | 21e            | -           | -      |
| Raigo Toompuu      | Lancer du poids   | 18,91 m        | 30e            | -           | -      |

Décathlon
Initialement qualifié, le décathlète Mikk Pahapill déclare forfait le 26 juillet.

### Femmes
Courses
| Athlète      | Épreuve  | Finale          | Finale |
| Athlète      | Épreuve  | Performance     | Rang   |
| ------------ | -------- | --------------- | ------ |
| Evelin Talts | Marathon | 2 h 54 min 15 s | 103e   |

Concours
| Athlète          | Épreuve         | Qualifications | Qualifications | Finale      | Finale |
| Athlète          | Épreuve         | Performance    | Rang           | Performance | Rang   |
| ---------------- | --------------- | -------------- | -------------- | ----------- | ------ |
| Anna Iljuštšenko | Saut en hauteur | 1,90 m         | 15e            | -           | -      |

Heptathlon
| Athlète      | Épreuve  | 100H    | Haut.  | Poids   | 200 m   | Long.  | Javelot | 800 m         | Total | Rang |
| ------------ | -------- | ------- | ------ | ------- | ------- | ------ | ------- | ------------- | ----- | ---- |
| Grit Šadeiko | Résultat | 13 s 50 | 1,74 m | 12,43 m | 24 s 25 | 6,11 m | 44,12 m | 2 min 23 s 01 | 6 013 | 23e  |
| Grit Šadeiko | Points   | 1050    | 903    | 690     | 957     | 883    | 747     | 783           | 6 013 | 23e  |

## Aviron
L'Estonie a qualifié deux bateaux : un deux de couple hommes et un quatre de couple hommes.
Hommes
| Athlète                                               | Épreuve          | Qualifications | Qualifications | Repêchages    | Repêchages | Demi-finale  | Demi-finale | Finale        | Finale |
| Athlète                                               | Épreuve          | Temps          | Rang           | Temps         | Rang       | Temps        | Rang        | Temps         | Rang   |
| ----------------------------------------------------- | ---------------- | -------------- | -------------- | ------------- | ---------- | ------------ | ----------- | ------------- | ------ |
| Geir Suursild Jüri-Mikk Udam                          | Deux de couple   | 6 min 33 s 88  | 4e             | 6 min 38 s 50 | 4e         | -            | -           | -             | 13e    |
| Tõnu Endrekson Andrei Jämsä Allar Raja Kaspar Taimsoo | Quatre de couple | 5 min 42 s 87  | 2e             | NC            | NC         | 6 min 7 s 85 | 2e          | 5 min 46 s 96 | 4e     |

## Badminton
| Athlète   | Compétition      | Phase de groupe                      | Phase de groupe                 | Phase de groupe | 8e de finale     | Quarts de finale | Demi-finales     | Finale           | Finale |
| Athlète   | Compétition      | Adversaire Score                     | Adversaire Score                | Rang            | Adversaire Score | Adversaire Score | Adversaire Score | Adversaire Score | Rang   |
| --------- | ---------------- | ------------------------------------ | ------------------------------- | --------------- | ---------------- | ---------------- | ---------------- | ---------------- | ------ |
| Raul Must | Simple messieurs | Lahnsteiner (AUT) 2-0 (21-14, 21-18) | Santoso (INA) 0-2 (12-21, 8-21) | 2e              | -                | -                | -                | -                | 17e    |

## Cyclisme

### Cyclisme sur route
En cyclisme sur route, l'Estonie a qualifié un candidat, Rene Mandri et une candidate, Grete Treier.
hommes
| Athlète     | Compétition            | Temps           | Rang |
| ----------- | ---------------------- | --------------- | ---- |
| Rene Mandri | Course en ligne hommes | 5 h 46 min 37 s | 50e  |

femmes
| Athlète      | Compétition            | Temps           | Rang |
| ------------ | ---------------------- | --------------- | ---- |
| Grete Treier | Course en ligne femmes | 3 h 35 min 56 s | 17e  |

## Escrime
L'Estonie a qualifié Nikolai Novosjolov en épée individuelle hommes.
Hommes
| Athlète            | Épreuve           | 1/16e de finale     | 1/8e de finale      | Quarts de finale    | Demi-finale         | Finale              | Finale |
| Athlète            | Épreuve           | Adversaire Résultat | Adversaire Résultat | Adversaire Résultat | Adversaire Résultat | Adversaire Résultat | Rang   |
| ------------------ | ----------------- | ------------------- | ------------------- | ------------------- | ------------------- | ------------------- | ------ |
| Nikolai Novosjolov | Épée individuelle | exempt              | Kelsey (USA) 11-15  | -                   | -                   | -                   | -      |

## Judo
L'Estonie a qualifié le judoka Martin Padar dans la catégorie des plus de 100 kg.
| Athlète      | Compétition           | 1/16 de finale                | 1/8 de finale       | Quarts de finale    | Demi-finales        | Repêchage 1         | Repêchage 2         | Finale              | Finale |
| Athlète      | Compétition           | Adversaire Résultat           | Adversaire Résultat | Adversaire Résultat | Adversaire Résultat | Adversaire Résultat | Adversaire Résultat | Adversaire Résultat | Rang   |
| ------------ | --------------------- | ----------------------------- | ------------------- | ------------------- | ------------------- | ------------------- | ------------------- | ------------------- | ------ |
| Martin Padar | Plus de 100 kg hommes | battu par Brayson (CUB) ippon | -                   | -                   | -                   | -                   | -                   | -                   | -      |

## Lutte
Deux lutteurs représentent l'Estonie pour ces J.O.
Lutte Gréco-Romaine
| Athlète      | Compétition     | Qualification                   | 1/8 de finale                    | Quarts de finale    | Demi-finale         | Repêchage           | Médaille de bronze  | Finale                          | Finale |
| Athlète      | Compétition     | Adversaire Résultat             | Adversaire Résultat              | Adversaire Résultat | Adversaire Résultat | Adversaire Résultat | Adversaire Résultat | Adversaire Résultat             | Rang   |
| ------------ | --------------- | ------------------------------- | -------------------------------- | ------------------- | ------------------- | ------------------- | ------------------- | ------------------------------- | ------ |
| Ardo Arusaar | Moins de 96 kg  | Bat Caraballo Cabrera (VEN) 3-0 | Battu par Dzeinichenka (BLR) 1-3 | -                   | -                   | -                   | -                   | -                               | 8e     |
| Heiki Nabi   | Moins de 120 kg | exempt                          | Bat Chugoshvili (BLR) 3-1        | Bat Banak (POL) 3-0 | Bat Euren (SWE) 3-1 | NC                  | NC                  | Battu par López Núñez (CUB) 0-3 | 2e     |

## Natation
Hommes
| Athlète          | Épreuve       | Série        | Série | Demi-finale | Demi-finale | Finale | Finale |
| Athlète          | Épreuve       | Temps        | Rang  | Temps       | Rang        | Temps  | Rang   |
| ---------------- | ------------- | ------------ | ----- | ----------- | ----------- | ------ | ------ |
| Martin Liivamägi | 100m brasse   | 1 min 1 s 57 | 29e   | -           | -           | -      | -      |
| Martin Liivamägi | 200 m 4 nages | 2 min 1 s 09 | 25e   | -           | -           | -      | -      |

Femmes
| Athlète      | Épreuve         | Série        | Série | Demi-finale | Demi-finale | Finale | Finale |
| Athlète      | Épreuve         | Temps        | Rang  | Temps       | Rang        | Temps  | Rang   |
| ------------ | --------------- | ------------ | ----- | ----------- | ----------- | ------ | ------ |
| Triin Aljand | 50 m nage libre | 25 s 33      | 19e   | -           | -           | -      | -      |
| Triin Aljand | 100 m papillon  | 1 min 0 s 43 | 35e   | -           | -           | -      | -      |

## Tir
L'Estonie a obtenu un quota pour les épreuves de tir.
| Athlète         | Compétition                         | Qualification | Qualification | Finale | Finale |
| Athlète         | Compétition                         | Points        | Rang          | Points | Rang   |
| --------------- | ----------------------------------- | ------------- | ------------- | ------ | ------ |
| Anžela Voronova | Carabine 50 m 3 positions femmes    | 576           | 31e           | -      | -      |
| Anžela Voronova | Carabine à 10 m air comprimé femmes | 391           | 42e           | -      | -      |

## Tir à l'arc
| Athlète      | Compétition       | Tour de classement | Tour de classement | 1/32e de finale    | 1/16e de finale  | 1/8e de finale   | Quarts de finale | Demi-finale      | Finale           | Finale |
| Athlète      | Compétition       | Score              | Rang               | Adversaire Score   | Adversaire Score | Adversaire Score | Adversaire Score | Adversaire Score | Adversaire Score | Rang   |
| ------------ | ----------------- | ------------------ | ------------------ | ------------------ | ---------------- | ---------------- | ---------------- | ---------------- | ---------------- | ------ |
| Reena Pärnat | Individuel femmes | 621                | 52e                | Valencia (MEX) 1-7 | -                | -                | -                | -                | -                | -      |

## Voile
Hommes
| Athlète           | Epreuve | Course | Course | Course | Course | Course | Course | Course | Course | Course | Course | Course | Points net | Rang |
| Athlète           | Epreuve | 1      | 2      | 3      | 4      | 5      | 6      | 7      | 8      | 9      | 10     | M*     | Points net | Rang |
| ----------------- | ------- | ------ | ------ | ------ | ------ | ------ | ------ | ------ | ------ | ------ | ------ | ------ | ---------- | ---- |
| Johannes Ahun     | RS:X    | 27     | 20     | 22     | 32     | 31     | 14     | 22     | 28     | 39     | 35     | -      | 231        | 30e  |
| Karl-Martin Rammo | Laser   | 7      | 18     | 3      | 21     | 8      | 12     | 31     | 31     | 18     | 39     | -      | 148        | 18e  |
| Deniss Karpak     | Finn    | 14     | 9      | 11     | 11     | 11     | 1      | 7      | 13     | 11     | 11     | -      | 85         | 11e  |

Femmes
| Athlète       | Epreuve      | Course | Course | Course | Course | Course | Course | Course | Course | Course | Course | Course | Points net | Rang |
| Athlète       | Epreuve      | 1      | 2      | 3      | 4      | 5      | 6      | 7      | 8      | 9      | 10     | M*     | Points net | Rang |
| ------------- | ------------ | ------ | ------ | ------ | ------ | ------ | ------ | ------ | ------ | ------ | ------ | ------ | ---------- | ---- |
| Ingrid Puusta | RS:X         | 15     | 20     | 6      | 15     | 14     | 21     | 15     | 12     | 20     | 17     | -      | 134        | 15e  |
| Anna Pohlak   | Laser Radial | 27     | 39     | 41     | 37     | 36     | 6      | 36     | 36     | 31     | 36     | -      | 284        | 35e  |